# Stanisław Rymszewicz
Stanisław Rymszewicz (ur. 30 czerwca 1890 w Wilnie, zm. 5 lutego 1973 w Gdańsku) – polski wojskowy, oficer Marynarki Wojennej, inżynier budowy okrętów, uczestnik obu wojen światowych i wojny polsko-bolszewickiej, przewodniczący komisji nadzorującej budowę w stoczni brytyjskiej niszczycieli „Grom” i „Błyskawica”, po II wojnie światowej między innymi inspektor Polskiego Rejestru Statków i wykładowca Politechniki Gdańskiej.

## Życiorys
Stanisław Rymszewicz był synem Józefa i Jadwigi z Hoppenów. Za uczestnictwo w strajku szkolnym w 1905 roku został relegowany ze szkoły realnej w Wilnie, dalszą naukę odbywał w Mitawie. W latach 1908–1912 odbył studia na Wydziale Mechanicznym Wyższej Morskiej Szkoły Inżynieryjnej w Kronsztadzie. Służył w rosyjskiej marynarce wojennej w stopniu miczmana na pancerniku „Pantielejmon” i niszczycielu „Liejtienant Sziestakow”, w składzie Floty Czarnomorskiej. Podczas II wojny bałkańskiej uczestniczył w międzynarodowej blokadzie Konstantynopola na krążowniku „Kaguł”. W pierwszych miesiącach I wojny światowej służył na innym krążowniku typu Bogatyr – „Pamiat’ Mierkurija”. Awansowany w 1916 roku do stopnia lejtnanta, został przeniesiony na stanowisko oficera radiowego sztabu brygady okrętów podwodnych Floty Czarnomorskiej, dowodzonej przez kontradmirała Wacława Kłoczkowskiego oraz zastępcy dowódcy podwodnego stawiacza min „Krab”. W okresie rewolucji bolszewickiej został przez załogę okrętu wybrany zastępcą komisarza i delegatem na wszechrosyjski zjazd delegatów radiowców i telegrafistów (Wsieradios).
W 1918 roku wyjechał z Sewastopola i przez linię frontu przedostał się do rodzinnego Wilna a następnie do Warszawy, gdzie zgłosił się jako ochotnik do formowanego Wojska Polskiego. 13 stycznia 1919 roku został przyjęty i zweryfikowany w stopniu kapitana wojsk łączności. Służył na froncie bolszewickim w Dowództwie Wojsk Radiotelegraficznych. 14 października 1920 roku został zatwierdzony w stopniu majora, w Korpusie Wojsk Łączności, w grupie oficerów byłych Korpusów Wschodnich i byłej armii rosyjskiej.

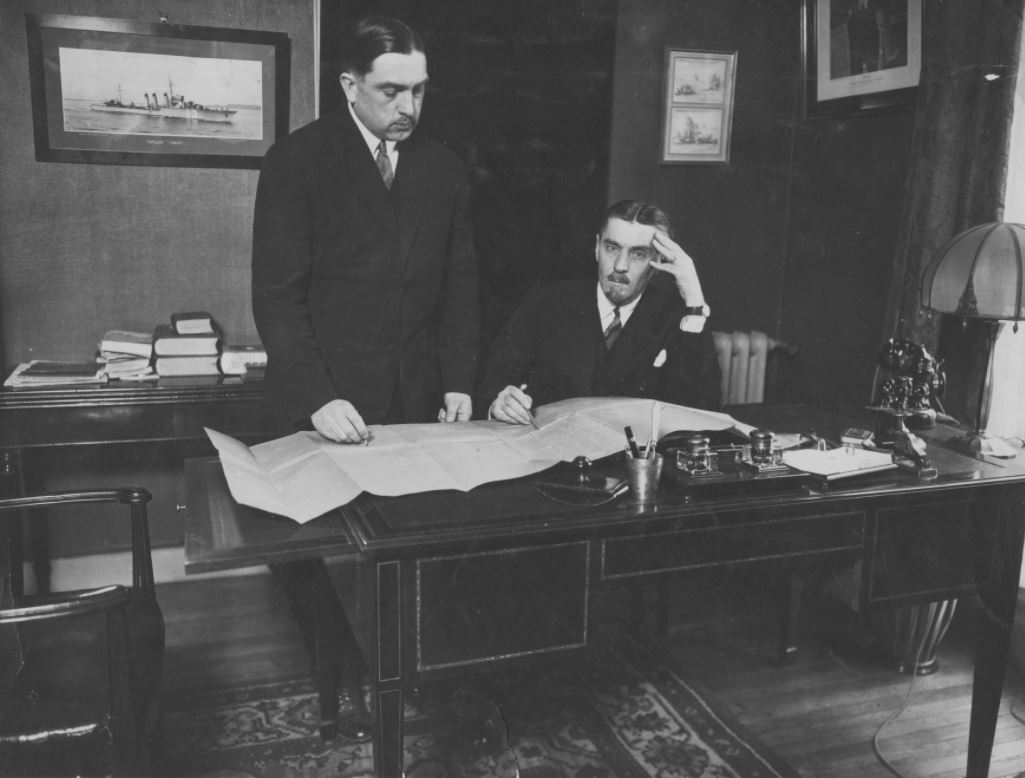
Komisja nadzorcza budowy okrętów dla Marynarki Wojennej we Francji. Stoi Stanisław Rymszewicz, siedzi Xawery Czernicki (1928).

31 marca 1924 roku został mianowany podpułkownikiem ze starszeństwem z 1 lipca 1923 roku i 4. lokatą w korpusie oficerów łączności. Był komendantem i dyrektorem nauk Obozu Wyszkolenia Oficerów Łączności w Zegrzu. W 1927 roku został przeniesiony do Marynarki Wojennej w stopniu komandora porucznika w Wydziale Budowy Okrętów Kierownictwa Marynarki Wojennej. Został mianowany zastępcą komandora Xawerego Czernickiego, przewodniczącego Komisji Nadzoru Budowy Okrętów we Francji, sprawując kontrolę postępów budowy kontrtorpedowców „Burza” i „Wicher” oraz okrętów podwodnych typu Wilk. W 1932 roku został szefem Biura Zaopatrzenia Kierownictwa Marynarki Wojennej. 1 stycznia 1933 roku został awansowany do stopnia komandora.
W rozpisanych w latach 1933–1934 kolejnych przetargach na projekt nowych niszczycieli dla Marynarki Wojennej pełnił funkcję przewodniczącego komisji przetargowej. Po podpisaniu z brytyjską stocznią J. Samuel White kontraktu na budowę dwóch jednostek typu Grom, został mianowany przewodniczącym komisji nadzorczej. Przebywał w Wielkiej Brytanii do końca 1937 roku. Po powrocie został zastępcą szefa Służby Technicznej KMW do spraw inspekcji technicznej. Kierował przygotowaniami do rozpoczęcia budowy dwóch kolejnych niszczycieli w Polsce oraz był odpowiedzialny za opracowanie założeń projektowych dla planowanych ścigaczy torpedowych. W 1939 roku wyjechał do Wielkiej Brytanii w misji zakupu materiałów wojennych, kierowanej przez generała Ludomiła Rayskiego. Do kraju powrócił 25 sierpnia. Od 5 września organizował bazę przeładunkową dla dostaw materiałów wojennych do Polski w rumuńskim Gałaczu, wykorzystywaną później jako punkt ewakuacyjny polskich uchodźców. Po jej likwidacji w listopadzie 1939 roku wyjechał do Paryża, zostając szefem Samodzielnego Referatu Technicznego i Zaopatrzenia Materiałowego KMW. Po upadku Francji przedostał się do Wielkiej Brytanii. Do zakończenia wojny służył w Kierownictwie Marynarki Wojennej, przeprowadzał między innymi inspekcję przydatności przejmowanego krążownika „Danae”. Był także przewodniczącym Sądu Honorowego Oficerów Starszych.
Do Polski powrócił w grudniu 1947 roku. Pracował między innymi jako inspektor Wydziału Żeglugi Gdańskiego Urzędu Morskiego, a w latach 1949–1958 główny inspektor elektryk Polskiego Rejestru Statków w Gdańsku. Był także wykładowcą elektrotechniki na Politechnice Gdańskiej.
Mieszkał w Gdańsku-Oliwie, gdzie zmarł 5 lutego 1973 roku. Został pochowany 8 lutego 1973 roku na cmentarzu Oliwskim (kwatera 8-11-10).

## Ordery i odznaczenia
- Krzyż Oficerski Orderu Odrodzenia Polski
- Krzyż Walecznych
- Złoty Krzyż Zasługi (24 maja 1929)[4]
- Krzyż Komandorski Orderu Imperium Brytyjskiego (Wielka Brytania)
- Krzyż Oficerski Orderu Legii Honorowej (Francja)[5]
- Order św. Anny IV klasy (Imperium Rosyjskie)